# FC Colțea București

Fotbal Club Colțea București a fost o echipă de fotbal din România înființată la 10 iunie 1913. A venit din dorința creării în acea perioadă a unui club alcătuit doar din fotbaliști români. Sediul clubului a fost la terenul "Bolta Rece", actualul stadion Arcul de Triumf.
În iunie 1913, câțiva elevi de la liceul „Sf. Sava“ înființau o echipă de fotbal. Pentru că erau vecini, i-au dat numele străzii: „Colțea
În anii 1915 și 1916 a câștigat Cupa Harwester, categoria a II-a, folosind ca echipă de bază jucătorii: D. Georgescu - V. Cristescu, Rizescu - N. Secăreanu, Oancea, C. Iordănescu - Iacobescu, P. Pavel, Polieni, B. Grăjdănescu, Fl. Iordăchescu.
În 1920 iau ființă filiale ale clubului în orașele Ploiești și Brașov.
Peste cinci ani, echipa bucureșteană cucerește ultimul trofeu din palmares, Cupa Helsingfors. 
A activat în campionatul districtual București, până la înființarea sistemului divizionar, în anul 1932. După această dată, s-a regăsit în sezonul 1937-38 într-una din seriile Diviziei C, ocupând locul al patrulea.
Nu mai apare după Al Doilea Război Mondial.

## Palmares
Divizia A (Cupa Jean Luca P. Niculescu)
- Locul 3 (1) : 1915-16

 Campionatul Regional de Fotbal al României
 Vicecampioană (1): 1922-23, 1924-25
 Cupa Harwester, categoria a II-a: 
 Câștigătoare (2): 1915, 1916
 Cupa Helsingfors: 
 Câștigătoare (1): 1925